# آگوستین لونرگان
آگوستین لونرگان (به انگلیسی: Augustine Lonergan) سناتور سابق عضو حزب دموکرات ایالات متحده آمریکا بود. وی در سال ۱۹۳۳ تا ۱۹۳۹ میلادی سناتور ایالت کنتیکت در سنای ایالات متحده آمریکا بود.